# Dicranoloma confusum
Dicranoloma confusum là một loài rêu trong họ Dicranaceae. Loài này được Thér. mô tả khoa học đầu tiên năm 1910.